# Darza
Darza este un sat din comuna Ulcinj, Muntenegru. Conform datelor de la recensământul din 2003, localitatea are 119 locuitori (la recensământul din 1991 erau 131 de locuitori).

## Demografie
În satul Darza locuiesc 77 de persoane adulte, iar vârsta medie a populației este de 32,5 de ani (32,6 la bărbați și 32,4 la femei). În localitate sunt 32 de gospodării, iar numărul mediu de membri în gospodărie este de 3,72.
Populația localității este foarte eterogenă.
|  |

| Demografie | Demografie | Demografie |
| An         | Locuitori  | Locuitori  |
| ---------- | ---------- | ---------- |
|            |            |            |
|            |            |            |
|            |            |            |
|            |            |            |
| 1948       | 82         |            |
| 1953       | 66         |            |
| 1961       | 109        |            |
| 1971       | 112        |            |
| 1981       | 148        |            |
| 1991       | 131        | 108        |
| 2003       | 124        | 119        |

| \| Componența etnică conform recensământului din 2003[2] \| Componența etnică conform recensământului din 2003[2] \| Componența etnică conform recensământului din 2003[2] \| Componența etnică conform recensământului din 2003[2] \| Componența etnică conform recensământului din 2003[2] \| \| ----------------------------------------------------- \| ----------------------------------------------------- \| ----------------------------------------------------- \| ----------------------------------------------------- \| ----------------------------------------------------- \| \| \| \| \| \| \| \| Muntenegreni \| Muntenegreni \| \| 44 \| 36,97% \| \| Sârbi \| Sârbi \| \| 33 \| 27,73% \| \| Albanezi \| Albanezi \| \| 28 \| 23,52% \| \| necunoscută \| necunoscută \| \| 0 \| 0% \| |              |  |    |        |
| Componența etnică conform recensământului din 2003 |              |  |    |        |
| |              |  |    |        |
| Muntenegreni | Muntenegreni |  | 44 | 36,97% |
| Sârbi | Sârbi        |  | 33 | 27,73% |
| Albanezi | Albanezi     |  | 28 | 23,52% |
| necunoscută | necunoscută  |  | 0  | 0%     |